# Börse Frankfurt
Pour les articles homonymes, voir Bourse.

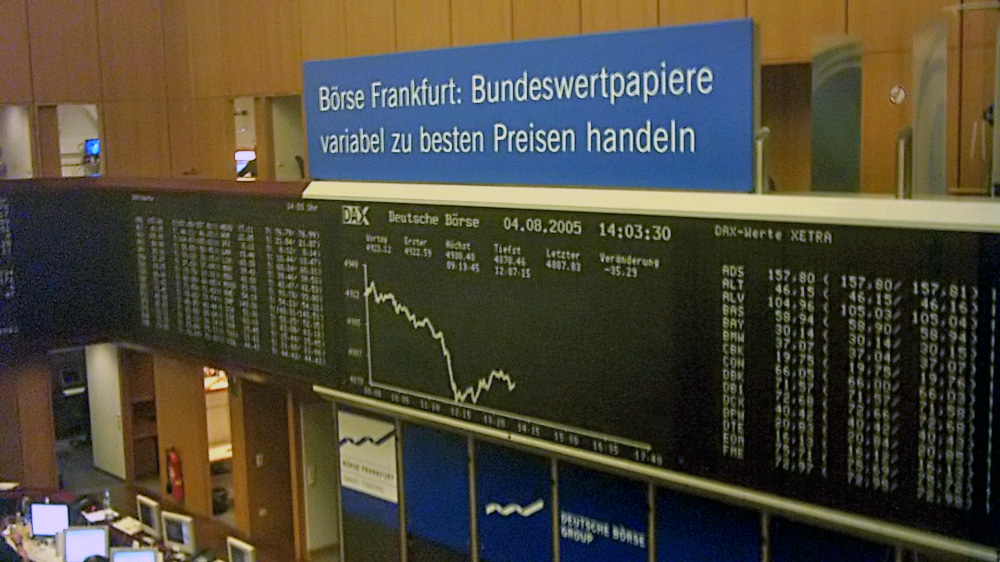

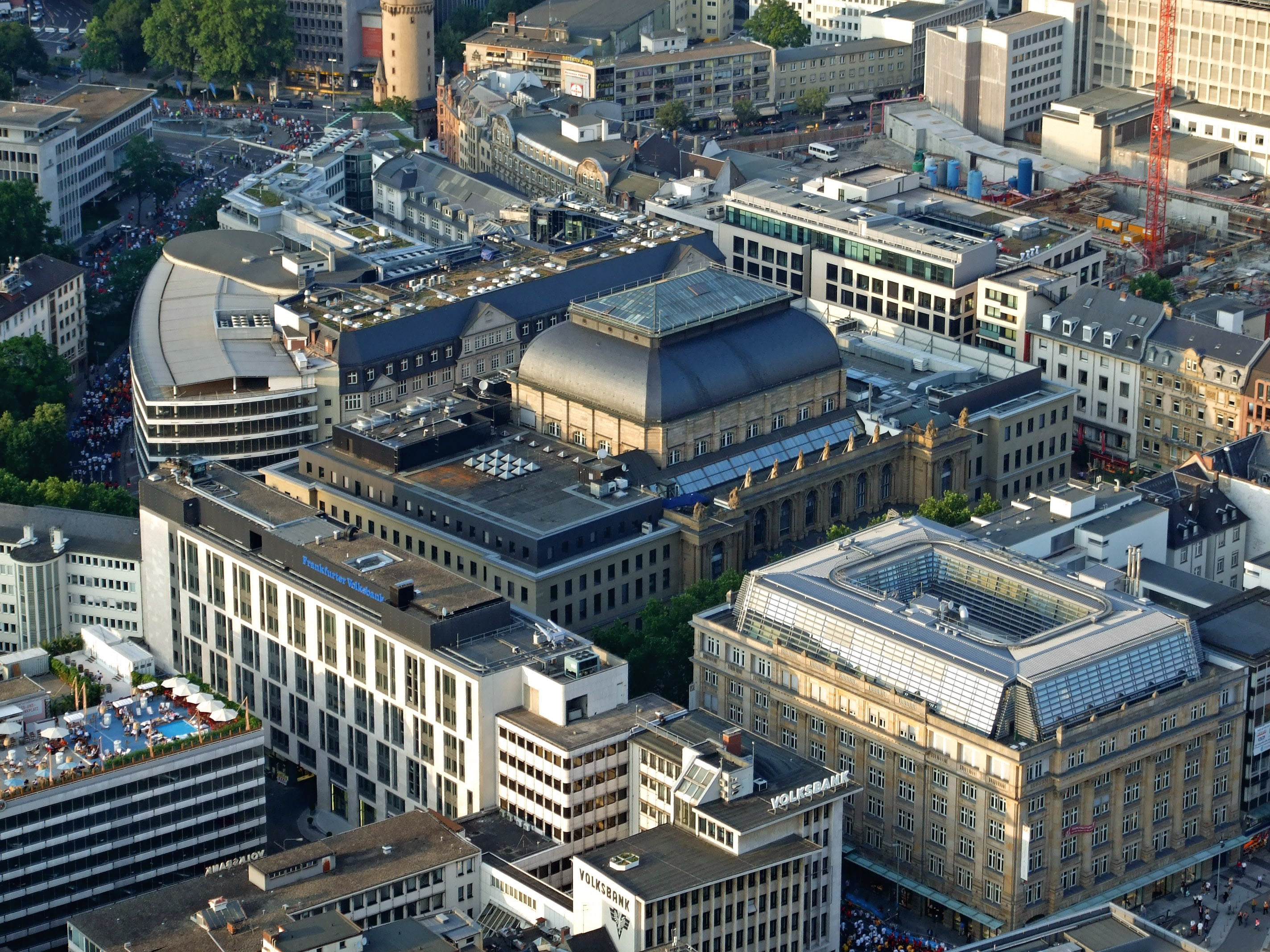

La Börse Frankfurt, anciennement Frankfurter Wertpapierbörse (FWB), est la bourse de Francfort-sur-le-Main, qui s'est peu à peu imposée dans son pays au fil de l'histoire des bourses de valeurs. C'est le plus grand marché d'échange allemand, avec 85 % des échanges du pays, 35 % des échanges européens en action et l'un des plus grands au monde. Devant la bourse, les deux célèbres statues de l'ours et du taureau, le premier symbolisant la baisse des cours et le second leur hausse. Elle est aussi la quatrième bourse mondiale après New York, Tokyo et Paris. 
Elle est gérée par l'entreprise Deutsche Börse. L'indice boursier de référence à la bourse de Francfort est le DAX.

## Histoire
La bourse de Francfort a été fondée en 1820 après les efforts de Johann Jakob Bethmann (1717-1792) pour développer la place financière de Francfort au siècle précédent.
Les bourses allemandes, Francfort comme les autres, ont été affectées par le Krach du 13 mai 1927 à la Bourse de Berlin, qui a vu l'indice boursier Office statistique du Reich (de) chuter de 31,9 % en une journée (de 204 points à 139 points), deux ans avant le Krach de 1929, après avoir progressé de 182,8 % en 16 mois.